# Station to Station (lied)
Station to Station is een nummer van de Britse muzikant David Bowie, uitgebracht als de openingstrack en het titelnummer van het album Station to Station uit 1976. Het nummer werd geschreven in Los Angeles in 1975 en uitgebracht als promotionele single in Frankrijk.

## Achtergrond
"Station to Station" is de langste studio-opname van Bowie en duurt iets langer dan 10 minuten. Het nummer bouwt op van een dreunende, door gitaar gedreven introductie die lijkt op een trein die snelheid opbouwt, naar een uptempo deel dat wordt gekenmerkt door het refrein "It's too late".
Het nummer bevat verwijzingen naar Aleister Crowley, kabbala en gnosticisme. Bowie zei zelf dat het nummer slaat op de Kruisweg.
Het nummer werd in januari 1976 uitgebracht als promotionele single in Frankrijk in een verkorte versie, met het nummer "TVC 15" op de B-kant. De singleversie begint op het centrale punt van het nummer waar de drums beginnen, kort voor de regel "once there were mountains...". Deze korte versie van het nummer werd gebruikt door radiostations en werd veel gedraaid op Franse radiozenders. De single werd ook uitgebracht op de deluxeversie van de heruitgave van het album Station to Station uit 2010.

## Tracklijst
- Beide nummers geschreven door Bowie.

1. "Station to Station" - 3:40
2. "TVC 15" - 4:40

## Muzikanten
- David Bowie: leadzang, gitaar
- Carlos Alomar: gitaar
- Earl Slick: gitaar
- George Murray: basgitaar
- Dennis Davis: drums
- Warren Peace: percussie, achtergrondzang
- Roy Bittan: piano, orgel
- Harry Maslin: melodica, treingeluiden